# اختبار تراص اللاتكس
اختبار تثبيت اللاتكس latex fixation test، الذي يُطلق عليه أيضًا اختبار تراص اللاتكس latex agglutination assay (ويُكتب اختصارًا LA assay or test)، هو اختبار يستخدم سريريًا في تحديد نمط العديد من الكائنات الحية الدقيقة المهمة (الميكروبات). تستخدم هذه الاختبارات مستضد المريض - الاستجابة المناعية للجسم المضاد. تحدث هذه الاستجابة عندما يكتشف الجسم العامل المُمرض ويشكل جسمًا مضادًا خاصًا بمولد ضد محدد (تكوين بروتين) موجود على سطح العامل المُمرض. 
يمكن تصميم اختبارات التراص، الخاصة بمجموعة متنوعة من مسببات الأمراض، وتصنيعها للأطباء عن طريق طلاء الميكروبيدات من اللاتكس بمستضدات أو أجسام مضادة خاصة بمسببات الأمراض. عند إجراء الاختبار، سيقوم أطباء المختبر بخلط السائل النخاعي أو المصل أو البول الخاص بالمريض مع جزيئات اللاتكس المطلية في تخفيف متسلسل بمحلول ملحي عادي (مهم لتجنب تأثير prozone ) ومراقبة التراص (التكتل). يعتبر تراص الحبيبات في أي من التخفيفات نتيجة إيجابية، مما يؤكد إما أن جسم المريض قد أنتج الجسم المضاد الخاص بالعوامل المُمرضة (إذا كان الاختبار يوفر المستضد) أو أن العينة تحتوي على مستضد المُمرض (إذا قدم الاختبار الجسم المضاد). يمكن أن تؤدي حالات التفاعل التبادلي (حيث يلتصق الجسم المضاد بمولد ضد آخر إلى جانب مولد الضد المعني) إلى نتائج مربكة.
تُستخدم تقنيات التراص للكشف عن الأجسام المضادة التي يجري إنتاجها استجابة لمجموعة متنوعة من الفيروسات والبكتيريا، وكذلك الأجسام المضادة الذاتية، والتي يجري إنتاجها ضد الذات في أمراض المناعة الذاتية. على سبيل المثال، توجد فحوصات لفيروس الحصبة الألمانية والفيروس العجلي وعامل الروماتويد، ويتوفر اختبار تراص ممتاز للمكورات الخفية. تُستخدم تقنيات التراص أيضًا في التشخيص النهائي لعدوى المكورات العقدية من المجموعة أ.

## روابط خارجية
- Latex+fixation+test في المكتبة الوطنية الأمريكية للطب نظام فهرسة المواضيع الطبية (MeSH).

- "Quality control of the latex-fixation test". Am. J. Clin. Pathol. ج. 72 ع. 4: 591–6. 1979. DOI:10.1093/ajcp/72.4.591. PMID:495562.
- Description of the test